# Гончаренко, Геннадий Иванович
Геннадий Иванович Гончаренко (17 августа 1921, Ростов-на-Дону — 10 июня 1988, Москва) — советский писатель и мемуарист.

## Биография
В 1938—1939 учился Институт журналистики им. В.Воровского в г. Ленинграде.
В 1939-1941- курсант Астраханского Стрелково-Пулементного училища.
Участник Великой Отечественной войны. Войну начал 22 июня 1941 г. на границе южнее Буга командиром пулемётного взвода. Затем командир роты, батальона, заместитель командира стрелкового полка 23-й стрелковой дивизии 11-й армии, заместитель командира 421 и затем 634 стрелкового полка 119-й стрелковой дивизии (3-й армии Брянского фронта) С сентября 1942 года в той же дивизии 5-й танковой армии (Юго-Западный фронт), с декабря 1942 года командир полка 54-й гвардейской Макеевской стрелковой дивизии. Участник сражений под Москвой, на Волге и Сталинградской битвы. Тяжело ранен 13 декабря 1942 г. На излечении в госпитале Н3765 в г. Уфа Башкирской АССР в период с января по март 1943 г. Закончил войну в звании майора.
За участие в боевых действиях награждён правительственными орденами и медалями.
После войны окончил Военную Академию им. Фрунзе (1948) и Военно-политическую академию им. В. И. Ленина (1952).
Член Бюро военной секции московского отделения Союза советских писателей (1957).
Редактор литературно-художественного журнала Главного политического управления Советской армии и Военно-морского форта «Советский воин» и редактор библиотеки журнала. (1957).
Член Союза писателей СССР (1958). Членский билет № 492.

## Избранная библиография
Г. Гончаренко — автор более 12 романов, повестей и сборников рассказов по военной истории. Писатель сталинградской темы. Основная тема произведений — о мужестве советских людей в грозные годы сражений Великой Отечественной войны.
- Самолет не вернулся (1958),
- Годы испытаний. Роман в 3-х книгах: Честь (1957), Прорыв (1960), Разгром (1969)
- Рождение подвига (1967),
- Солдаты Сталинграда,
- Волга — русская река (1970),
- Москва за нами (1973),
- На волжских берегах (1974),
- Битва на Волге: документальные очерки о защитниках Сталинграда (1976),
- Призвание (1982) и др.